# AGATA (organización)
AGATA es una organización sin fines de lucro de derechos de intérpretes establecida en 1999 que se encarga de las licencias y los derechos de los editores e intérpretes de música en Lituania. En 2011, se convirtió en el organismo designado del país para la recaudación de indemnizaciones para escritores, artistas, actores y productores. AGATA es un miembro asociado de la Federación Internacional de la Industria Fonográfica (IFPI).
Desde septiembre de 2018, AGATA publica semanalmente las listas de los 100 mejores álbumes y sencillos más populares en Lituania. Las listas se basan en ventas y streaming de Spotify, Deezer, Apple Music, iTunes, Google Play Music y Shazam.

## Listas
- Albumų Top 100 (Top 100 álbumes)
- Singlų Topp 100 (Top 100 sencillos)